# Campionatul European de Scrimă pentru tineret din 2014
Campionatul European de Scrimă pentru tineret din 2014 s-a desfășurat în perioada 24-28 aprilie la Tbilisi în Georgia.  195 de trăgători de 25 de țări au participat.

## Rezultate

### Masculin
| Probă             | Aur                                                                        | Argint                                                                     | Bronz                                                                    |
| Spadă             | Dmitri Gusev (RUS)                                                         | Andrea Santarelli (ITA)                                                    | Chzhan Shan Liu (RUS) · Emanuele Rocco (ITA)                             |
| Spadă pe echipe   | Rusia Vadim Anohin Dmitri Gusev Aleksei Kalinin Chzhan Shan Liu            | Italia Fabrizio Citro Emanuele Rocco Andrea Santarelli Andrea Vallosio     | Polonia Mateusz Antkiewicz Seweryn Brzozowski Jan Węglarczyk Kamil Wrona |
| Floretă           | Ilia Degtiarev (RUS)                                                       | Piotr Janda (POL)                                                          | Timur Arslanov (RUS) · Francesco Ingargiola (ITA)                        |
| Floretă pe echipe | Rusia Pavel Borontov Timur Arslanov Aleksandr Pivovarov Ilia Degtiarev     | Italia Filippo Guerra Francesco Ingargiola Edoardo Luperi Lorenzo Nista    | Polonia Michał Jansa Piotr Janda Michał Siess Jakub Surwiłło             |
| Sabie             | Sandro Bazadze (GEO)                                                       | Aleksandr Trușakov (RUS)                                                   | Luca Curatoli (ITA) · Siarhei Șacianin (BLR)                             |
| Sabie pe echipe   | Belarus Artisiom Karabinski Siarhei Kisel Siarhei Șacianin Artsiom Novikau | Georgia Sandro Bazadze Miheil Mardaleișvili Luka Oboladze Saba Sulamanidze | Rusia Maksim Balok Valeri Sulkovski Aleksandr Trușakov Trofim Veliki     |

### Feminin
| Probă             | Aur                                                                           | Argint                                                                     | Bronz                                                                    |
| Spadă             | Brenda Briasco (ITA)                                                          | Iulia Luciagina (RUS)                                                      | Kamila Pytka (POL) · Jagoda Zagała (POL)                                 |
| Spadă pe echipe   | Polonia Blanka Blach Kamila Pytka Jagoda Zagała Aleksandra Zamachowska        | Rusia Iulia Luciagina Violetta Hrapina Valentina Lușina Aleksandra Magdici | Italia Camilla Batini Brenda Briasco Frederica Santandrea Luisa Tesserin |
| Floretă           | Martyna Jelińska (POL)                                                        | Adelina Zagidullina (RUS)                                                  | Marika Chrzanowska (POL) · Olivia Wohlgemuth (GER)                       |
| Floretă pe echipe | Polonia Anna Szymczak Martyna Długosz Marika Chrzanowska Martyna Jelińska     | Rusia Irina Elesina Leila Pirieva Adelina Zagidullina Svetlana Tripapina   | Italia Camilla Mancini Beatrice Monaco Francesca Palumbo Alice Volpi     |
| Sabie             | Aleksandra Șatalova (RUS)                                                     | Rebecca Gargano (ITA)                                                      | Alina Meșceriakova (RUS) · Irîna Șciukla (UKR)                           |
| Sabie pe echipe   | Rusia Evgenia Karbolina Alina Meșceriakova Aleksandra Șatalova Tatiana Suhova | Italia Sofia Ciaraglia Martina Criscio Rebecca Gargano Chiara Mormile      | Belarus Daria Andreieva Hanna Ivanișcianka Palina Kaspiarovici           |

## Clasament pe medalii
| Loc   | Țară     | Aur | Argint | Bronz | Total |
| ----- | -------- | --- | ------ | ----- | ----- |
| 1     | Rusia    | 6   | 5      | 4     | 15    |
| 2     | Polonia  | 3   | 1      | 5     | 9     |
| 3     | Italia   | 1   | 5      | 5     | 11    |
| 4     | Georgia  | 1   | 1      | 0     | 2     |
| 5     | Belarus  | 1   | 0      | 2     | 3     |
| 6     | Germania | 0   | 0      | 1     | 1     |
| 6     | Ucraina  | 0   | 0      | 1     | 1     |
| Total | Total    | 12  | 12     | 18    | 42    |

## Legături externe
- en  Tbilisi: U23 European Championships Arhivat în 30 iulie 2014, la Wayback Machine. la Confederația Europeană de Scrimă